# إستبرق
إستبرق مصطلح ورد في القرآن الكريم أربع مرات في أربع سور . ومعناه الديباج، وهو اغلى أنواع الحرير، وهو لباس أهل الجنة، قال تعالى: ﴿أُولَئِكَ لَهُمْ جَنَّاتُ عَدْنٍ تَجْرِي مِنْ تَحْتِهِمُ الْأَنْهَارُ يُحَلَّوْنَ فِيهَا مِنْ أَسَاوِرَ مِنْ ذَهَبٍ وَيَلْبَسُونَ ثِيَابًا خُضْرًا مِنْ سُنْدُسٍ وَإِسْتَبْرَقٍ﴾ [الكهف:31]، ولأهل الجنة ثياب وحلل كثيرة من أجملها وأفضلها هما السندس والإستبرق، وكلاهما من الحرير الأخضر. وكذلك بطائن الفرش التي يتكئ عليها أهل الجنة من إستبرق كما قال تعالى: ﴿عَلَى فُرُشٍ بَطَائِنُهَا مِنْ إِسْتَبْرَقٍ﴾ [الرحمن:54]، وهو: ما غلظ من الديباج. قاله عكرمة، والضحاك وقتادة. وقال أبو عمران الجوني: هو الديباج المغري بالذهب. فنبه على شرف الظهارة بشرف البطانة. وهذا من التنبيه بالأدنى على الأعلى. فنعت بطائن فرشهم وسكت عن ظهائرها، اكتفاء بما مدح به البطائن بطريق الأولى والأحرى.

## أصل المصطلح لغة
قال بعض العلماء أصلها فارسي مُعرّب، وكانت العرب قد عرَّبت بعض الكلمات الأعجمية واستعملتها، فصارت عربية بالاستعمال، فنزل القرآن بها. وقد اختلف أهل اللغة في أصل الكلمة، قال الحلبي: (وهل اسْتَبْرق عربيُّ الأصلِ مشتق من البريق، أو معرِّبٌ أصلُه استبره؟ خلافٌ بين اللغويين) وجزم ابن حيان بأنه فارسي معرب فقال: (ديباج ثخين، والديباج الحرير المنقوش، وهو فارسيٌّ مُعَرّب. 
وَقَالَ الْمُرَقَّشُ:
قال ابن الجوزي: الإستبرق: غليظ الديباج، فارسي معرَّب، وأصله إِسْتفْرَهْ. وقال ابن دريد: استروه، ونقل من العجميّة إلى العربية، وفي التكسير «أبارق» بحذف السين، والتاء جميعاً.
قال ابن الخطيب: الإستبرق معرب، وهو الدِّيْبَاج الثخين، وكما أن الديباج معرب بسبب أن العرب لم يكن عندهم ذلك إلا من العجم تصرفوا فيه، وهو أن أصله بالفارسية «ستبرك» بمعنى: ثخين، فزادوا في أوله همزة، وبدلوا الكاف قافاً، أما الهمزة فلأن حركات أوائل الكلم في لسان العجم غير مبنية في كثير من المواضع، فصارت كالسكون، فأثبتوا فيه همزة كما يجلبون همزة الوصل عند سكون أول الكلمة، ثم إنَّ البعض جعلوها همزة وصل، وقالوا: «مِن اسْتَبْرَقٍ». والأكثرون جعلوها همزة قطع؛ لأن أول الكلمة في الأصل متحرك، لكن بحركة فاسدة، فأتوا بهمزة تسقط عنهم الحركة الفاسدة، وتمكنهم من تسكين الأول؛ لأن عند تساوي الحركة العود إلى السُّكون أقرب، وأواخر الكلمات عند الوقف تسكن، ولا تبدل حركة بحركة.
وأما القافُ فلأنهم أرادوا إظهار كونها فارسية أو أعجمية، فأسقطوا منها الكاف التي هي حرف تشبيه، وعلى لسان العرب في أواخر الكلم للخطاب لو تركت الكاف لاشتبه «ستبرك» ب «مسجدك»، إذا لحقت كاف الخطاب بهما، فلو تركت الكاف قافاً أولاً، ثم ألحقت الهمزة بأولها، وهذا ومثله لا يخرج القرآن عن كونه عربيًّا؛ لأن العربي ما نطقت به العرب وضعاً واستعمالاً من لغة غيرها، وذلك كله سهلٌ عليهم، وبه يحصل الإعجاز، بخلاف ما لم يستعملوه من كلام العجم لصعوبته عليهم.

## الآيات التي ورد فيها
ورد ذكر (إستبرق) في القران الكريم أربع مرات، عدد السور التي ذكرت فيها أربع سور وهذه الآيات هي:
1. قوله تعالى: ﴿أُولَئِكَ لَهُمْ جَنَّاتُ عَدْنٍ تَجْرِي مِنْ تَحْتِهِمُ الْأَنْهَارُ يُحَلَّوْنَ فِيهَا مِنْ أَسَاوِرَ مِنْ ذَهَبٍ وَيَلْبَسُونَ ثِيَابًا خُضْرًا مِنْ سُنْدُسٍ وَإِسْتَبْرَقٍ مُتَّكِئِينَ فِيهَا عَلَى الْأَرَائِكِ نِعْمَ الثَّوَابُ وَحَسُنَتْ مُرْتَفَقًا ۝٣١﴾ [الكهف:31].
2. قوله تعالى: ﴿يَلْبَسُونَ مِنْ سُنْدُسٍ وَإِسْتَبْرَقٍ مُتَقَابِلِينَ ۝٥٣﴾ [الدخان:53].
3. قوله تعالى: ﴿مُتَّكِئِينَ عَلَى فُرُشٍ بَطَائِنُهَا مِنْ إِسْتَبْرَقٍ وَجَنَى الْجَنَّتَيْنِ دَانٍ ۝٥٤﴾ [الرحمن:54].
4. قوله تعالى: ﴿عَالِيَهُمْ ثِيَابُ سُنْدُسٍ خُضْرٌ وَإِسْتَبْرَقٌ وَحُلُّوا أَسَاوِرَ مِنْ فِضَّةٍ وَسَقَاهُمْ رَبُّهُمْ شَرَابًا طَهُورًا ۝٢١﴾ [الإنسان:21].

## الفرق بين الإستبرق والسندس

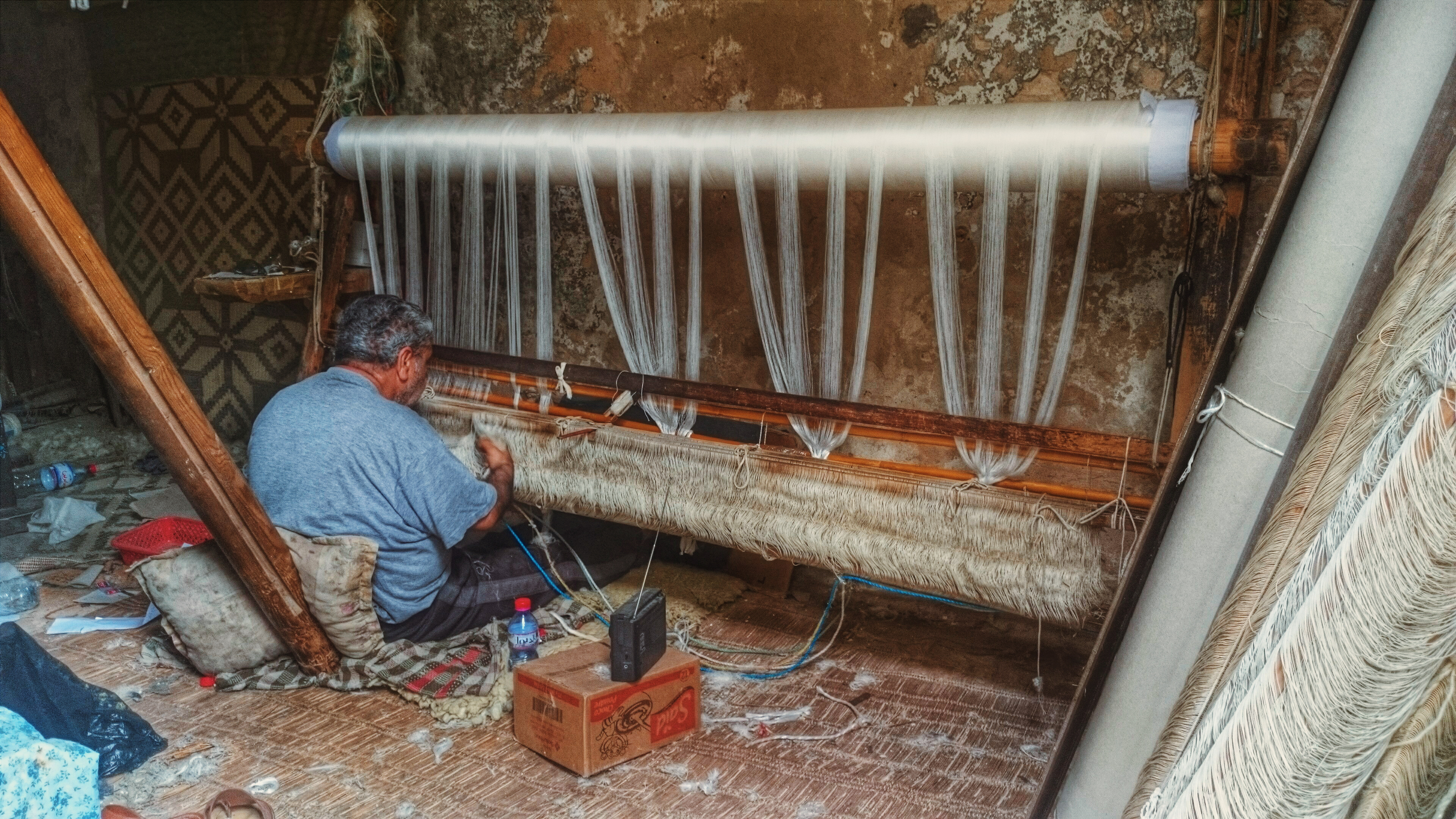
حرايري

- (سُندُسٍ): ما رقَّ من ثياب الحرير.
- (إِسْتَبْرَقٌ): ما غلظ من ثياب الحرير.[5]

## القراءت السبع لكلمة إستبرق
اعلم أن القراءةَ للسبعةِ في «خُضْرٌ»، و«إسْتَبْرَقٌ» على أربع مراتب:
1. الأولى: رفعهما، لنافع وحفص فقط.
2. الثانية: خفضهما، للأخوين (حمزة والكسائي) فقط.
3. الثالثة: رفع الأول، وخفض الثاني، لأبي عمرو وابن عامر فقط.
4. الرابعة: عكسه، لابن كثير وأبي بكر شعبة فقط.[6]

## أقوال السلف في الإستبرق
- قيل لسعيد بن جبير: البطائن من إستبرق فما الظواهر؟ قال: هذا مما قال الله: ﴿فَلَا تَعْلَمُ نَفْسٌ مَا أُخْفِيَ لَهُمْ مِنْ قُرَّةِ أَعْيُنٍ﴾ [السجدة:17].
- وقال ابن عباس رَضِيَ اللَّهُ عَنْهما: إنما وصف لكم بطائنها لتهتدي إليه قلوبكم، فأما الظواهر فلا يعلمها إلا الله.[4]

## حكم لبس الإستبرق
جاءت عدة أحاديث في النهي عن لبس الرجال للحرير والإستبرق منها حديث عمر عند الشيخين أن النبي قال: «لا تلبسوا الحرير؛ فإنه من لبسه في الدنيا لم يلبسه في الآخرة»، وكذلك عن البراء بن عازب قال: «أمرنا رسول الله بسبع ونهانا عن سبع أمرنا بعيادة المريض واتباع الجنازة وتشميت العاطس وإبرار القسم أو المقسم ونصر المظلوم وإجابة الداعي وإفشاء السلام ونهانا عن خواتيم أو عن تختم بالذهب وعن شرب بالفضة وعن المياثر وعن القسي وعن لبس الحرير والإستبرق والديباج» قال النووي: ص: 228 ] وأما لبس الحرير والإستبرق والديباج والقسي، وهو نوع من الحرير، فكله حرام على الرجال، سواء لبسه للخيلاء أو غيرها، إلا أن يلبسه للحكة فيجوز في السفر والحضر، وأما النساء فيباح لهن لبس الحرير وجميع أنواعه، وخواتيم الذهب، وسائر الحلي منه، ومن الفضة، سواء المزوجة، وغيرها، والشابة والعجوز والغنية والفقيرة . هذا الذي ذكرناه من تحريم الحرير على الرجال وإباحته للنساء هو مذهبنا ومذهب الجماهير .

## وصلات خارجية
- موقع معاجم: معنى استبرق في معاجم اللغة العربية